# اورست ری
اورست ری (انگلیسی: Everest Re) شرکت بیمه آمریکایی است، که در سال ۱۹۷۳ تأسیس شد.